# 황의조
황의조(黃義助, 1992년 8월 28일~)는 대한민국의 축구 선수로 포지션은 스트라이커이다. 현재 쉬페르리그의 알라니아스포르와 대한민국 축구 국가대표팀에서 활동하고 있다.

## 어린 시절
경기도 성남시에서 증조할아버지 황현의 증손자이자 할아버지 황대헌(黃大憲)과 할머니 신 죽산 안씨 안규남의 딸 안영자(安英子)의 손자이자 아버지 황동주(黃東周)와 어머니 안동 권씨 권태만(權泰萬)의 딸 권영희(權寧希)의 아들로 태어났다. 용인초등학교 4학년 때 축구를 시작했고, 성남 FC 유스팀인 풍생고등학교 축구부를 거쳐, 2011 K리그 드래프트에서 고향팀 성남 FC의 우선지명을 받은 뒤 연세대학교에 입학했다. 2학년 재학 중인 2012년 춘계대학연맹전에서 9경기 9골을 기록하며 득점왕을 차지했고, U리그에서는 16경기에 나서 13골을 터뜨리며 활약했다.

## 구단 경력

### 성남 FC
2013년 연세대를 중퇴하고 성남 FC에 입단한 황의조는 프로 데뷔전인 3월 3일 수원 삼성 블루윙즈와의 경기에 선발 출전하여 데뷔골을 터뜨렸고 2013 시즌 총 리그 22경기에 출전하여 2골 1도움을 기록했다.
2014 시즌에는 김동섭과 번갈아 원톱 또는 측면 미드필더로 활약하며, 성남 FC의 통산 3번째 FA컵 우승에 기여했다. 리그 28경기에 출전하여 4골을 기록했다.
2015 시즌에는 리그 34경기에 출전하여 15골 3도움을 기록, 득점 랭킹 3위에 올랐다. 5월 31일 전북 현대와의 홈 경기에서 후반 막판에 2골을 넣으며 성남의 2-1 승리를 이끌었고, 13라운드 주간 MVP로 선정되었다. K리그 선정 주간 베스트 11에 총 7번 이름을 올리며, 데뷔 이후 최고의 시즌을 보냈다.
2016 시즌에는 리그 37경기에 출전하여 9골 3도움을 기록했다. 시즌 중반 이성교제 관련 스캔들과 팀의 경기력 저하가 겹치며 다소 부진한 시즌을 보냈다. 시즌 종료 후, 성남 FC가 K리그 챌린지로 강등하며 이적설에 돌았으나 결국 성남에 잔류했다.
2017 시즌에는 K리그 챌린지 18경기에 출전, 5골 1도움을 기록했다. 6월 20일 일본 J 리그 감바 오사카로의 이적을 전격 발표했다. 6월 24일 치른 경남 FC와의 18라운드 경기를 마지막으로 성남을 떠났다.

### 감바 오사카
2017년 6월 28일 J리그 감바 오사카에 입단했다. 계약 기간은 2년, 이적료는 성남 FC와의 합의 하에 공개하지 않았고, 이적 조항에 K리그로 돌아오면 성남으로 복귀한다는 내용이 포함되었다. 등번호는 11번을 배정받았다.
2017 시즌 중반에 합류, 7월 29일 지역 라이벌 세레소 오사카와의 19라운드 경기에 선발 출전하여 데뷔전을 치렀다. 이 경기에서 후반 20분 헤딩골을 터뜨리며 J리그 데뷔골을 기록했다. 이후, 리그 13경기에 출전하여 3골을 기록했고 J리그컵에도 2경기 출전했지만, 10월 24일 팀 훈련 중 햄스트링 부상을 입고 시즌을 조기 마감했다.
그러나 2018 시즌이 되면서 황의조의 득점력이 폭발하기 시작했고 월드컵 휴식기까지 리그컵을 포함해 22경기에서 무려 12골(리그 7골·리그컵 5골)을 터뜨리며 팀의 확실한 에이스로 자리를 잡았다. 그리고 아시안 게임 이후에도 리그컵을 포함해 12경기에서 10골(리그 9골·리그컵 1골)을 쏟아부으며 한 때 강등권까지 떨어져 있던 소속팀 감바 오사카를 J1리그 9위까지 끌어올리며 리그 잔류의 혁혁한 공을 세웠고 본인도 리그 16골(득점 랭킹 3위)로 시즌을 마쳤다. 그리고 2018년 12월 5일 "11월, 12월 월간 최우수 선수로 선정된 최초의 한국 선수"에 당당히 이름을 올렸다. 아울러 J리그 시상식에서 1999년 황선홍 전 옌볜 푸더 감독 이후 19년만에 J리그 베스트 11을 수상한 2번째 한국 선수가 되었고 12월 7일 가와사키 프론탈레의 정성룡과 가시마 앤틀러스의 AFC 챔피언스리그 2018 우승의 주역 권순태와 함께 J리그 베스트 11 후보자에게 수여되는 '우수 선수상'에도 선정되는 기쁨을 맛보았으며 12월 18일에는 대한축구협회에서 수여하는 KFA 올해의 선수상에도 선정됐다. 그리고 2019년 7월 13일 홈에서 열린 시미즈 S-펄스와의 고별전에서 득점을 기록하진 못했지만 풀타임을 소화하며 유종의 미를 거두었다.

### FC 지롱댕 드 보르도
2019시즌 여름 이적시장에서 황의조는 프랑스 리그 1의 FC 지롱댕 드 보르도로 이적했다. 비슷한 시기에 아스날 출신 선수 코시엘니도 함께 이적하여 한 팀에서 한솥밥을 먹게 되었다.
그후 2019년 8월 24일 열린 디종 FCO전에서 데뷔골을 터트렸고 팀의 2-0 승리를 이끌었다.
보르도 구단은 황의조와 한국 팬들을 위해서 유럽 최초로 한글 유니폼 이벤트를 열기도 하였다.

### 노팅엄 포리스트
2022시즌 여름 이적시장에서 황의조는 잉글랜드 프리미어리그의 노팅엄 포리스트 FC로 이적했고 즉시 구단주가 같은 그리스 수페르리가 엘라다 올림피아코스 FC로 임대됐다.

#### 올림피아코스
그리스에서 부진한 성적 때문에 2022년 11월에 임대해지되었다.

#### FC 서울
2023년 2월 5일, 황의조는 대한민국 K리그1의 FC 서울로 5개월 임대되었다.

#### 노리치 시티
2023년 9월 2일 EFL 챔피언십 팀 노리치 시티 FC로 임대됐다. 노리치에서는 18경기에 출장하여 3골 1도움을 기록했으나 2023년 말에 햄스트링 부상을 당했고, 2024년 1월 9일에 임대가 종료됐다.

#### 알라니아스포르
2024년 2월 6일 튀르키예 쉬페르리그 팀 알라니아스포르로 임대됐다. 2024년 2월 18일 아다나 데미르스포르와 맞붙었던 홈 경기에서 후반전 24분에 교체 출전해 쉬페르리그 데뷔전을 치렀으나, 상대 선수에게 태클을 당한 후 부상을 호소해 불과 4분 만에 다시 교체됐다.
2024년 5월 24일 홈에서 안탈리아스포르와 맞붙은 시즌 최종전에서 전반 3분에 쉬페르리그 데뷔 골을 신고하며 시즌을 마쳤다.

## 국가대표팀 경력
유소년 시절부터 각 급 청소년 대표팀을 거쳤으며 2014년 1월에는 AFC U-22 챔피언십에 참가했다.
2014년 12월에 2015년 AFC 아시안컵을 앞두고 열린 국가대표팀 제주도 전지훈련에 선발되었으나 아시안컵 최종 명단에는 들지 못하였다.
2015년 8월 24일 월드컵 2차 예선을 앞두고 울리 슈틸리케 감독에게 발탁되어 생애 처음으로 A 대표팀에 이름을 올렸다. 9월 4일 경기도 화성에서 열린 라오스전에서 후반 27분 교체 투입되어 A매치 데뷔전을 치렀고, 9월 8일 레바논과의 원정경기에서도 후반 31분 석현준과 교체되어 최전방 공격수로 뛰었다. 10월 8일 쿠웨이트 원정 경기에는 뛰지 못했으나, 10월 13일 서울에서 열린 자메이카와의 친선경기에 처음으로 선발 출장하여 풀타임을 소화하며 후반 19분에 첫 A매치 골을 기록했다.
2017년 3월 25일 월드컵 예선 지동원이 경고 누적으로 결장하면서 시리아전 대체 발탁이 되었다.
월드컵에는 나서지 못했지만 2018년 아시안 게임 대한민국 U-23 축구 국가대표팀 와일드카드로 선발되면서 인맥 발탁 논란이 있었으나 인맥 발탁 논란을 비웃기라도 하듯이 해트트릭 2회를 포함해 7경기에서 무려 9골을 기록하며 대한민국의 2연속 아시안 게임 우승의 1등 공신이 되었고 더불어 본인도 동갑내기 손흥민과 함께 병역특례를 받았다.
2018년 10월 12일 서울월드컵경기장에서 열린 우루과이전 친선경기에 선발출전하여 2015년 자메이카와의 친선경기 이후 3년만에 A매치 골을 기록하였고, 팀은 36년 만에 우루과이를 상대로 사상 첫 승리를 거두었다. 참고로 이 골은 2010년 FIFA 월드컵 16강전 이청용 이후 8년만에 기록한 우루과이전 득점이다.
이후 오스트레일리아, 우즈베키스탄과의 원정 평가전에서도 2경기 연속골을 터뜨렸고 2019년 AFC 아시안컵 본선 첫 경기인 필리핀전에서도 후반 22분 0-0의 균형을 깨는 선제골이자 결승골을 터뜨리며 이 경기 최우수 선수에 선정됐다.
그 후, 2019년 6월에 열린 오스트레일리아, 이란과의 평가전 명단에도 포함되어 2경기에서 모두 골을 기록하였다. 참고로 이란전에서의 골은 2011년 AFC 아시안컵 8강전 윤빛가람 이후 8년 만에 나온 득점이다.

## 경력 통계

### 클럽 통산기록
- 2023년 5월 28일 기준

| 클럽               | 시즌          | 리그            | 리그 | 리그 | 리그 | 컵대회 | 컵대회 | 컵대회 | 대륙별 클럽 대회 AFC 챔피언스리그 UEFA 클럽 대회 | 대륙별 클럽 대회 AFC 챔피언스리그 UEFA 클럽 대회 | 대륙별 클럽 대회 AFC 챔피언스리그 UEFA 클럽 대회 | 기타 | 기타 | 기타 | 합계 | 합계 | 합계 |
| 클럽               | 시즌          | 디비전          | 경기 | 골   | 도움 | 경기   | 골     | 도움   | 경기                                             | 골                                               | 도움                                             | 경기 | 골   | 도움 | 경기 | 골   | 도움 |
| ------------------ | ------------- | --------------- | ---- | ---- | ---- | ------ | ------ | ------ | ------------------------------------------------ | ------------------------------------------------ | ------------------------------------------------ | ---- | ---- | ---- | ---- | ---- | ---- |
| 성남 FC            | 2013          | K리그 클래식    | 22   | 2    | 1    | 2      | 1      | 1      |                                                  |                                                  |                                                  |      |      |      | 24   | 3    | 2    |
| 성남 FC            | 2014          | K리그 클래식    | 28   | 4    | 0    | 4      | 1      | 0      |                                                  |                                                  |                                                  |      |      |      | 32   | 5    | 0    |
| 성남 FC            | 2015          | K리그 클래식    | 34   | 15   | 3    | 3      | 3      | 0      | 8                                                | 3                                                | 0                                                |      |      |      | 45   | 21   | 5    |
| 성남 FC            | 2016          | K리그 클래식    | 37   | 9    | 3    | 3      | 0      | 1      |                                                  |                                                  |                                                  | 1    | 0    | 0    | 41   | 9    | 4    |
| 성남 FC            | 합계          | 합계            | 121  | 30   | 7    | 12     | 5      | 2      | 8                                                | 3                                                | 0                                                | 1    | 0    | 0    | 142  | 38   | 11   |
| 성남 FC            | 2017          | K리그 챌린지    | 18   | 5    | 1    | 3      | 0      | 0      |                                                  |                                                  |                                                  |      |      |      | 21   | 5    | 1    |
| 성남 FC            | 합계          | 합계            | 18   | 5    | 1    | 3      | 0      | 0      |                                                  |                                                  |                                                  |      |      |      | 21   | 5    | 1    |
| 감바 오사카        | 2017          | J1리그          | 13   | 3    | 2    | 2      | 0      | 0      |                                                  |                                                  |                                                  |      |      |      | 15   | 3    | 2    |
| 감바 오사카        | 2018          | J1리그          | 27   | 16   | 1    | 7      | 5      | 1      |                                                  |                                                  |                                                  |      |      |      | 34   | 21   | 2    |
| 감바 오사카        | 2019          | J1리그          | 19   | 4    | 1    | 3      | 3      | 2      |                                                  |                                                  |                                                  |      |      |      | 22   | 7    | 3    |
| 감바 오사카        | 합계          | 합계            | 59   | 23   | 4    | 12     | 8      | 3      |                                                  |                                                  |                                                  |      |      |      | 71   | 31   | 7    |
| 보르도             | 2019/20       | 리그 1          | 24   | 6    | 2    | 2      | 0      | 0      |                                                  |                                                  |                                                  |      |      |      | 26   | 6    | 2    |
| 보르도             | 2020/21       | 리그 1          | 36   | 12   | 3    | 1      | 0      | 0      |                                                  |                                                  |                                                  |      |      |      | 37   | 12   | 3    |
| 보르도             | 2021/22       | 리그 1          | 32   | 11   | 2    | 1      | 0      | 0      |                                                  |                                                  |                                                  |      |      |      | 33   | 11   | 2    |
| 보르도             | 합계          | 합계            | 92   | 29   | 7    | 4      | 0      | 0      |                                                  |                                                  |                                                  |      |      |      | 96   | 29   | 7    |
| 보르도             | 2022/23       | 리그 2          | 2    | 0    | 0    | 0      | 0      | 0      |                                                  |                                                  |                                                  |      |      |      | 2    | 0    | 0    |
| 보르도             | 합계          | 합계            | 2    | 0    | 0    | 0      | 0      | 0      |                                                  |                                                  |                                                  |      |      |      | 2    | 0    | 0    |
| 올림피아코스(임대) | 2022/23       | 그리스 슈퍼리그 | 5    | 0    | 1    | 1      | 0      | 0      | 6                                                | 0                                                | 0                                                |      |      |      | 11   | 0    | 1    |
| 올림피아코스(임대) | 합계          | 합계            | 5    | 0    | 1    | 1      | 0      | 0      | 6                                                | 0                                                | 0                                                |      |      |      | 11   | 0    | 1    |
| FC 서울(임대)      | 2023          | K리그1          | 14   | 2    | 2    | 0      | 0      | 0      |                                                  |                                                  |                                                  |      |      |      | 14   | 2    | 2    |
| FC 서울(임대)      | 합계          | 합계            | 14   | 2    | 2    | 0      | 0      | 0      |                                                  |                                                  |                                                  |      |      |      | 14   | 2    | 2    |
| 클럽 통산기록      | 클럽 통산기록 | 클럽 통산기록   | 311  | 89   | 22   | 32     | 13     | 5      | 14                                               | 3                                                | 0                                                | 1    | 0    | 0    | 358  | 105  | 29   |

### 국가대표팀 득점
| #  | 경기일     | 경기장소                       | 상대팀         | 득점 | 결과 | 비고                                    |
| -- | ---------- | ------------------------------ | -------------- | ---- | ---- | --------------------------------------- |
| 1  | 2015/10/13 | 대한민국, 서울                 | 자메이카       | 3-0  | 3-0  | 친선 경기                               |
| 2  | 2018/10/12 | 대한민국, 서울                 | 우루과이       | 1-0  | 2-1  | 친선 경기                               |
| 3  | 2018/11/17 | 오스트레일리아, 브리즈번       | 오스트레일리아 | 1-0  | 1-1  | 친선 경기                               |
| 4  | 2018/11/20 | 오스트레일리아, 브리즈번       | 우즈베키스탄   | 2-0  | 4-0  | 친선 경기                               |
| 5  | 2019/01/07 | 아랍에미리트, 두바이           | 필리핀         | 1-0  | 1-0  | 2019년 AFC 아시안컵                     |
| 6  | 2019/01/16 | 아랍에미리트, 아부다비         | 중화인민공화국 | 1-0  | 2-0  | 2019년 AFC 아시안컵                     |
| 7  | 2019/06/07 | 대한민국, 부산                 | 오스트레일리아 | 1-0  | 1-0  | 친선 경기                               |
| 8  | 2019/06/11 | 대한민국, 서울                 | 이란           | 1-0  | 1-1  | 친선 경기                               |
| 9  | 2019/09/05 | 튀르키예, 이스탄불             | 조지아         | 1-1  | 2-2  | 친선 경기                               |
| 10 | 2019/09/05 | 튀르키예, 이스탄불             | 조지아         | 2-1  | 2-2  | 친선 경기                               |
| 11 | 2020/11/14 | 오스트리아, 비너노이슈타트     | 멕시코         | 1-0  | 2-3  | 친선 경기                               |
| 12 | 2020/11/17 | 오스트리아, 마리아엔처스도르프 | 카타르         | 2-1  | 2-1  | 친선 경기                               |
| 13 | 2021/06/05 | 대한민국, 고양                 | 투르크메니스탄 | 1-0  | 5-0  | 2022년 FIFA 월드컵 아시아 지역 2차 예선 |
| 14 | 2021/06/05 | 대한민국, 고양                 | 투르크메니스탄 | 5-0  | 5-0  | 2022년 FIFA 월드컵 아시아 지역 2차 예선 |
| 15 | 2022/06/02 | 대한민국, 서울                 | 브라질         | 1-1  | 1-5  | 친선 경기                               |
| 16 | 2022/06/14 | 대한민국, 서울                 | 이집트         | 1-0  | 4-1  | 친선 경기                               |
| 17 | 2023/06/20 | 대한민국, 대전                 | 엘살바도르     | 1-0  | 1-1  | 친선 경기                               |
| 18 | 2023/10/13 | 대한민국, 서울                 | 튀니지         | 4-0  | 4-0  | 친선 경기                               |
| 19 | 2023/11/16 | 대한민국, 서울                 | 싱가포르       | 4-0  | 5-0  | 2026년 FIFA 월드컵 아시아 지역 2차 예선 |

## 수상 내역

### 팀

#### 성남 FC
- FA컵 우승 (2014)

#### 대한민국
- 아시안 게임 축구 : 금메달 (2018)

### 개인
- 대한축구협회 올해의 선수상 : 2018
- J1리그 베스트 11 : 2018
- J1리그 우수 선수상 : 2018
- 2019년 AFC 아시안컵 맨 오브 더 매치 : vs. 필리핀 (조별리그)

## 방송
- 2022년 JTBC 《뭉쳐야 찬다2》 - 게스트